# Hungría en los Juegos Europeos de Cracovia 2023
Hungría participó en los Juegos Europeos de Cracovia 2023 con un equipo de 241 deportistas. Responsable del equipo nacional fue el Comité Olímpico Húngaro.

## Medallistas
El equipo de Hungría obtuvo las siguientes medallas:
| Nombre                                                 | Deporte           | Competición                          |
| ------------------------------------------------------ | ----------------- | ------------------------------------ |
| Oro                                                    |                   |                                      |
| Tibor Andrásfi Máté Koch Dávid Nagy Gergely Siklósi    | Esgrima           | Espada por equipo M                  |
| Martin Bálint                                          | Kickboxing        | Puntos –74 kg M                      |
| Ádám Varga                                             | Piragüismo        | K1 500 m M                           |
| Csaba Bányik Balázs Katz                               | Teqball           | Dobles M                             |
| Lea Vasas Zsanett Janicsek                             | Teqball           | Dobles F                             |
| Balázs Katz Lea Vasas                                  | Teqball           | Dobles mixto                         |
| Zalán Pekler                                           | Tiro              | Rifle 3 posiciones 50 m M            |
| Zalán Pekler Eszter Mészáros                           | Tiro              | Rifle 10 m mixto                     |
| Equipo                                                 | Tiro              | Rifle 10 m por equipo M              |
| Equipo                                                 | Tiro              | Rifle 3 posiciones 50 m por equipo M |
| Plata                                                  |                   |                                      |
| Bianka Kéri                                            | Atletismo         | 800 m F                              |
| Equipo                                                 | Balonmano playa   | Torneo M                             |
| Flóra Pásztor                                          | Esgrima           | Florete individual F                 |
| Lili Büki Anna Kun Eszter Muhari Dorina Wimmer         | Esgrima           | Espada por equipo F                  |
| Lajos Fésű                                             | Kickboxing        | Light contact –79 kg M               |
| Andrea Busa                                            | Kickboxing        | Puntos –60 kg F                      |
| Kamilla Réti Mihály Koleszár                           | Pentatlón moderno | Equipo mixto                         |
| Alida Gazsó                                            | Piragüismo        | K1 500 m F                           |
| Luana Márton                                           | Taekwondo         | –67 kg F                             |
| Nándor Ecseki Dóra Madarász                            | Tenis de mesa     | Dobles mixto                         |
| Bronce                                                 |                   |                                      |
| Richárd Kovács                                         | Boxeo             | Ligero (63,5 kg) M                   |
| Luca Hámori                                            | Boxeo             | Wélter (66 kg) F                     |
| Áron Szilágyi                                          | Esgrima           | Sable individual M                   |
| Anna Kun                                               | Esgrima           | Espada individual F                  |
| Katinka Battai Renáta Katona Liza Pusztai Luca Szűcs   | Esgrima           | Sable por equipo F                   |
| Gergő Száraz                                           | Kickboxing        | Light contact –63 kg M               |
| Richárd Veres                                          | Kickboxing        | Puntos –63 kg M                      |
| Szonja Török                                           | Kickboxing        | Puntos –50 kg F                      |
| Anna Kondár                                            | Kickboxing        | Puntos –70 kg F                      |
| Cintia Czégény                                         | Kickboxing        | Full contact –60 kg F                |
| Csaba Bőhm                                             | Pentatlón moderno | Individual M                         |
| Equipo                                                 | Pentatlón moderno | Equipo F                             |
| Alida Gazsó Tamara Csipes                              | Piragüismo        | K2 500 m F                           |
| Ágnes Kiss                                             | Piragüismo        | C1 500 m F                           |
| Giada Bragato Bianka Nagy                              | Piragüismo        | C2 500 m F                           |
| Kelen Bailey                                           | Taekwondo         | –87 kg M                             |
| Luca Patakfalvy                                        | Taekwondo         | –53 kg F                             |
| Gergely Kiss Zsanett Bragmayer Gergő Dobi Márta Kropkó | Triatlón          | Relevo mixto                         |